# Anthophora sergia
Anthophora sergia är en biart som först beskrevs av Nurse 1904.  Anthophora sergia ingår i släktet pälsbin, och familjen långtungebin. Inga underarter finns listade i Catalogue of Life.